# 稻葉真弓
稻葉真弓（日语：稲葉 真弓、1950年3月8日—2014年8月30日）是日本女性小說家及詩人，出身於愛知縣海部郡佐屋町（現愛西市）。她憑著小說《前往半島》（日语：半島へ）在2011年獲得谷崎潤一郎獎及在2012年獲得親鸞獎。她於2014年8月30日因胰腺癌而於東京都品川區病逝，終年64歲。

## 外部連結
- 稲葉真弓 Official site （页面存档备份，存于）
- リリヤン日和（稻葉真弓個人日誌）